# Nexuiz
Nexuiz – sieciowa strzelanka pierwszoosobowa oparta na zmodyfikowanym silniku graficznym Quake’a (nazwanym Darkplaces) na licencji GNU/GPL. Gra oferuje piętnaście różnych postaci i siedemnaście map oraz mapy stworzone przez graczy za pomocą edytora. Pozycja przeznaczona do gry głównie w sieci choć gracz znajdzie w niej również tryb kampanii. Gra zawiera w sobie standardowe tryby gry takie jak CTF (zdobądź flagę), FFA (pojedynek na fragi) czy team deathmatch.
Istotą powstania Nexuiz było stworzenie gry FPS „nie ulegającej współczesnym trendom”. W przeciwieństwie do wielu dzisiejszych gier Nexuiz nie dąży do maksymalnego realizmu, tylko stara się zachować grywalność wczesnych Quake’ów i równowagę sił na każdego gracza.

## IllFonic
3 marca 2010 oryginalny twórca, Lee Vermeulen, w tajemnicy przed resztą twórców podpisał umowę ze studiem IllFonic, zgodnie z którą studio IllFonic weszło w posiadanie licencji na nazwę oraz znak Nexuiz dla komercyjnego wydania. Oryginalna strona projektu nexuiz.com została również zastąpiona przez stronę promującą wersję komercyjną. W związku z tym wydarzeniem społeczność skupiona przy projekcie rozpoczęła tworzenie darmowego forka o nazwie Xonotic.